# Papa Alessandro IV
Papa Alessandro IV, nato Rinaldo dei signori di Jenne detto anche dei conti di Segni (Jenne, 1199 circa – Viterbo, 25 maggio 1261), è stato il 181º papa della Chiesa cattolica dal 1254 alla morte.
Rinaldo era figlio di Filippo II, signore di Jenne, e di una sorella di Gregorio IX, della quale si ignora il nome, e parente di Innocenzo III. La parentela materna, ha fatto sì che molti storici, nel corso dei secoli, lo abbiano considerato erroneamente del casato dei conti di Segni.

## Biografia

### Formazione e carriera ecclesiastica
Membro di un'importante famiglia legata da rapporti di parentela con i papi Innocenzo III e  Gregorio IX (presumibilmente figlio di una sorella di lui), Rinaldo di Jenne dapprima fu canonico, per diversi anni, presso la cattedrale di Anagni e successivamente (entro il 1221) completò gli studi all'Università di Parigi conseguendo il titolo di magister. Nel 1221 prese parte con lo zio cardinale Ugolino di Anagni a un'importante ambasceria a Milano. Ugolino, quando poi, nel 1227, divenne papa Gregorio IX, creò Rinaldo cardinale diacono, assegnandogli la diaconia di Sant'Eustachio, titolo che mantenne fino al 1231 (o 1232), allorché divenne cardinale vescovo di Ostia e di Velletri. Fu consacrato vescovo nel 1235.
Papa Gregorio lo inviò più volte come suo legato ad Anagni, Perugia, Viterbo e in Nord Italia; conobbe in quegli anni Federico II (1194-1250), con il quale ebbe un rapporto amichevole. Nel 1244 divenne decano del Sacro Collegio.
Sotto papa Innocenzo IV il suo unico incarico importante fu quello di cardinale protettore dell'Ordine francescano.

#### Conclavi
Il cardinale Rinaldo di Jenne partecipò a tre elezioni papali:
- Conclave del 1241, che elesse papa Celestino IV
- Conclave del 1243, che elesse papa Innocenzo IV
- Conclave del 1254, che elesse Papa lui stesso.

### Pontificato
Secondo la nuova norma introdotta dal predecessore Innocenzo IV in base alla quale l'elezione dovesse tenersi nel luogo dove era scomparso il Papa (Quia frequenter, 1243), il cardinale Rinaldo di Jenne venne dunque eletto pontefice a Napoli, all'unanimità, il 12 dicembre 1254. Fu consacrato il 20 dicembre e assunse il nome pontificale di Alessandro IV.
Sin dall'inizio del suo Pontificato, Alessandro IV dimostrò grandi doti di mecenatismo, decidendo di circondarsi dei più illustri saggi e teologi della sua epoca, tra i quali san Bonaventura da Bagnoregio, sant'Alberto Magno protettore degli scienziati e san Tommaso d'Aquino.

#### Relazioni con l'imperatore
Nell'azione politica e di governo, Alessandro IV si avvalse con ogni probabilità dell'esperienza del potente cardinale Riccardo Annibaldi, nipote di Gregorio IX e dunque suo consanguineo. Successe a Innocenzo IV come tutore di Corradino, l'ultimo degli Hohenstaufen, assicurandogli la sua benevola protezione; ebbe viceversa un rapporto di dura e difficile contrapposizione con lo zio di Corradino, Manfredi di Sicilia. Alessandro IV, scontento per gli infruttuosi tentativi di conversione dei musulmani da parte dei frati mendicanti inviati a Lūǧārah (Lucera), mirando anche a conquiste sul Regno Svevo, nel 1255 emise la bolla Pia Matris contro Manfredi e i musulmani di Lucera, inneggiando ad una crociata contro di essi. Alessandro comminò la scomunica e l'interdetto contro Manfredi e la sua fazione, ma ciò non servì a indebolirlo. Tantomeno poté arruolare i re d'Inghilterra e di Norvegia in una crociata contro gli Hohenstaufen. Una volta assicuratasi la fedeltà della colonia saracena, Manfredi, chiamato anche Sultano di Lucera (1258-1266), poté arruolare un ingente esercito e muovere guerra all'esercito pontificio, che sconfisse presso Foggia. Roma stessa divenne ghibellina con il Senatore Brancaleone degli Andalò, e Papa Alessandro fu così costretto (1257) a trasferire la Sede pontificia in un luogo più protetto e ben fortificato, la città di Viterbo, dove morì nel 1261.

#### Governo della Chiesa
Il pontificato di Alessandro IV si segnalò soprattutto per i tentativi di riunificazione della Chiesa cattolica con la Chiesa ortodossa, che ebbero un significativo successo con la riunificazione con la Chiesa maronita, per l'istituzione dell'inquisizione in Francia, per il favore mostrato agli Ordini mendicanti, e per il tentativo, non realizzato, di organizzare una Crociata contro i Tartari.
Nel 1255 Alessandro IV elevò all'onore degli altari Santa Chiara (1193 ca. – 1253); nel 1256, d'intesa con il cardinale Riccardo Annibaldi, con la bolla Licet Ecclesiae catholicae confermò l'unione degli Eremiti di Giovanni Bono (regola agostiniana, 1225), degli Eremiti della Tuscia, degli Eremiti di San Guglielmo (regola benedettina), degli Eremiti di Brettino (regola agostiniana, 1228), degli Eremiti di Monte Favale (regola benedettina) e di altre congregazioni minori, nell'Ordine degli Eremitani di Sant'Agostino, realizzando quella che è stata poi definita la «Grande Unione»; diede inoltre inizio al processo di canonizzazione di Santa Rosa da Viterbo, dopo aver riesumato, il 4 settembre 1258, il corpo della Santa incorrotto nella nuda terra e averlo traslato dalla chiesa di Santa Maria in Poggio al monastero di San Damiano, che in séguito divenne il monastero di Santa Rosa.

#### Concistori per la creazione di nuovi cardinali
Papa Alessandro IV durante il suo pontificato ha creato 2 cardinali nel corso di 2 distinti concistori.

### Sepoltura: le ricerche della tomba
Alessandro IV morì il 25 maggio 1261 a Viterbo, dove, pochi anni prima, aveva prudentemente trasferito la Sede Pontificia, nel timore delle persecuzioni e delle sommosse che in quel periodo storico opprimevano la Chiesa di Roma. Per gli stessi motivi, dopo la sua morte, al fine di evitare profanazioni e saccheggi, le sue spoglie furono nascoste all'interno della cattedrale di San Lorenzo a Viterbo, dove a tutt'oggi riposano in un luogo rimasto segreto.
Tra i tanti documenti che testimoniano la sepoltura del Pontefice nella Cattedrale di Viterbo, si segnalano:
- Una delle prime bolle di Urbano IV (1261-1264, anni di pontificato), eletto Papa tre mesi dopo la morte di Alessandro IV, in cui è scritto: "Viterbii moritur et in ecclesiae S. Laurentii honorifice sepelitur" (la bolla è riportata anche nel registro delle bolle papali di Dorez-Guiraud, Les registres d'Urban IV doc. 1).
- Bartolomeo Sacchi, detto il Platina (1421-1481), umanista rinascimentale, nella sua opera Platina delle vite de' Pontefici, a proposito di Alessandro IV scrive: "andò subito a Viterbo (...) finalmente morì in quel luogo per lo dolore dell'animo, et honoratamente fu sepolto nella Chiesa di San Lorenzo l'anno 7 del suo Pontificato".

Nei secoli successivi alla morte di Alessandro IV sono stati effettuati alcuni tentativi di ricerca della sua tomba, ma ad oggi nessuno è stato in grado di risolvere questo mistero.
Gli ultimi tentativi risalgono alla fine del XIX secolo, anch'essi rimasti senza esito dal momento che «fu imposto di sospendere le ricerche per mancanza di fondi» (manoscritto, Archivio della Cattedrale di Viterbo).
Nei primi anni 2000 si sono riaperte le ricerche per il ritrovamento della tomba del pontefice, con un progetto internazionale diretto dall'Istituto "Alessandro IV", una struttura creata da liberi ricercatori europei al fine di coordinare e dirigere progetti di ricerca scientifica.

## Successione apostolica
La successione apostolica è:
- Vescovo Deodato di Squillace, O.F.M. (1254)
- Vescovo Bernardo Corio (1254)
- Vescovo Nicola d'Anzoriano (1255)
- Arcivescovo Henri Le Cornu (1255)
- Arcivescovo Einar Gunnarsson (1255)
- Vescovo Bartolomeo Varelli di Lentini, O.P. (1255)
- Vescovo Giovanni Battista Forzatè (1256)
- Vescovo Richard de Carew (1256)
- Vescovo Guglielmo III di Monopoli (1256)
- Vescovo Raoul I de Saint-Brieuc (1257)
- Arcivescovo Gualtiero di Salerno (1257)
- Vescovo Hugh de Belsham, O.S.B. (1257)
- Arcivescovo Abraham O'Connelan (1258)
- Arcivescovo Godfrey Ludham (1258)
- Arcivescovo Guillaume de Brosse I (1258)
- Arcivescovo Werner von Eppenstein (1260)
- Vescovo Aymer de Lusignan (1260)
- Arcivescovo Rupprecht von Mansfeld (1260)
- Arcivescovo Heinrich von Finstingen (1260)
- Arcivescovo Hildebold von Wunstorf (1261)

## Bibliografia

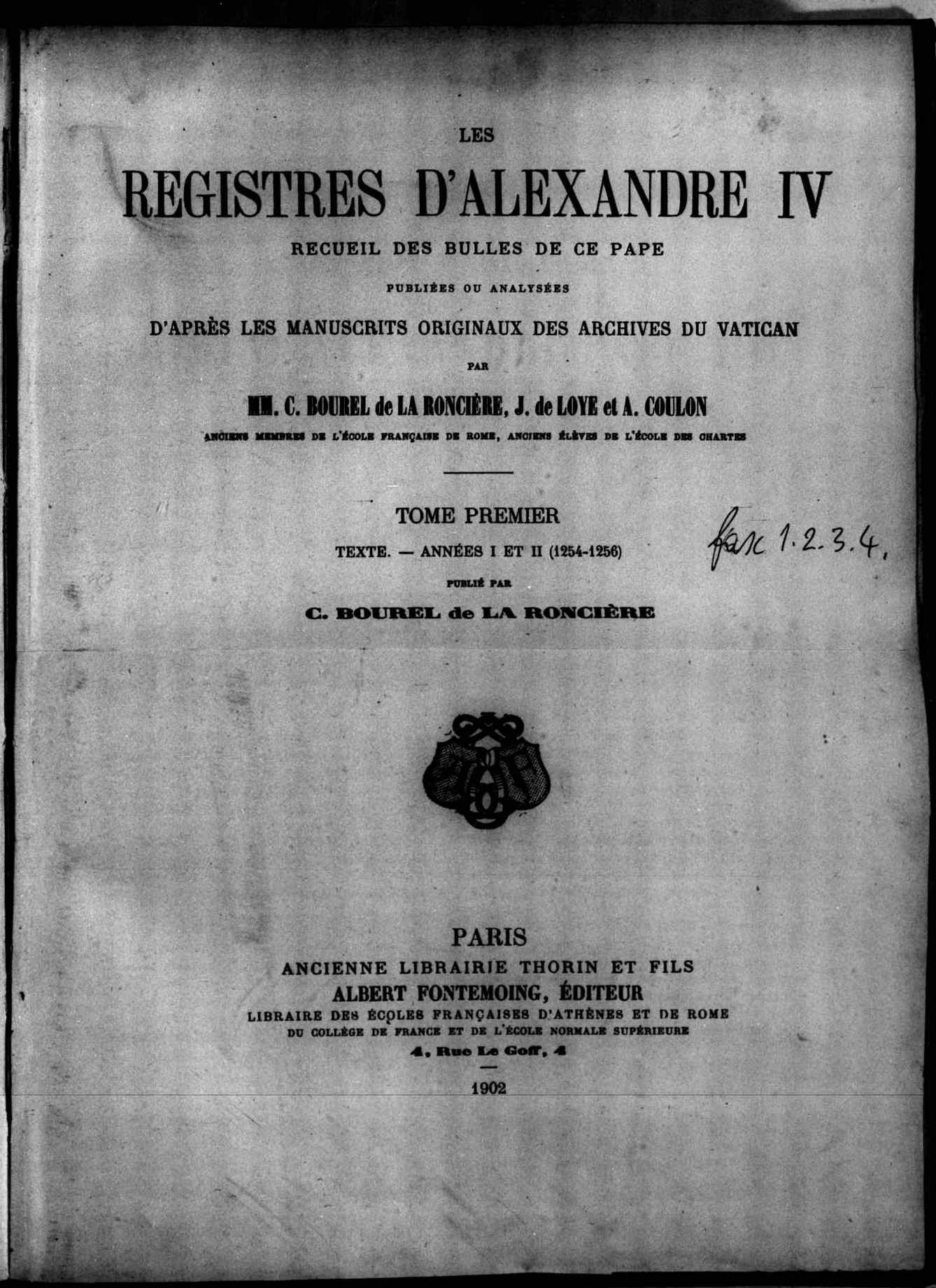
Les registres d'Alexandre IV, 1902